# Antonio Espinosa de los Monteros
Antonio Espinosa de los Monteros o simplemente Antonio Espinosa (Murcia, 1732 – Segovia, 1812) fue un grabador e impresor español. Académico de la Real Academia de Bellas Artes de San Fernando, trabajó en la Casa de la Moneda de Sevilla y en la de Segovia. Quizá su obra más popular sea el plano de Madrid llamado Plano topográphico de la Villa y Corte de Madrid al Excmo. Sr. Conde de Aranda, Capitán General de los Exércitos y Presidente del Consejo (1769). También es recordado como creador de la tipografía Ibarra.

## Biografía

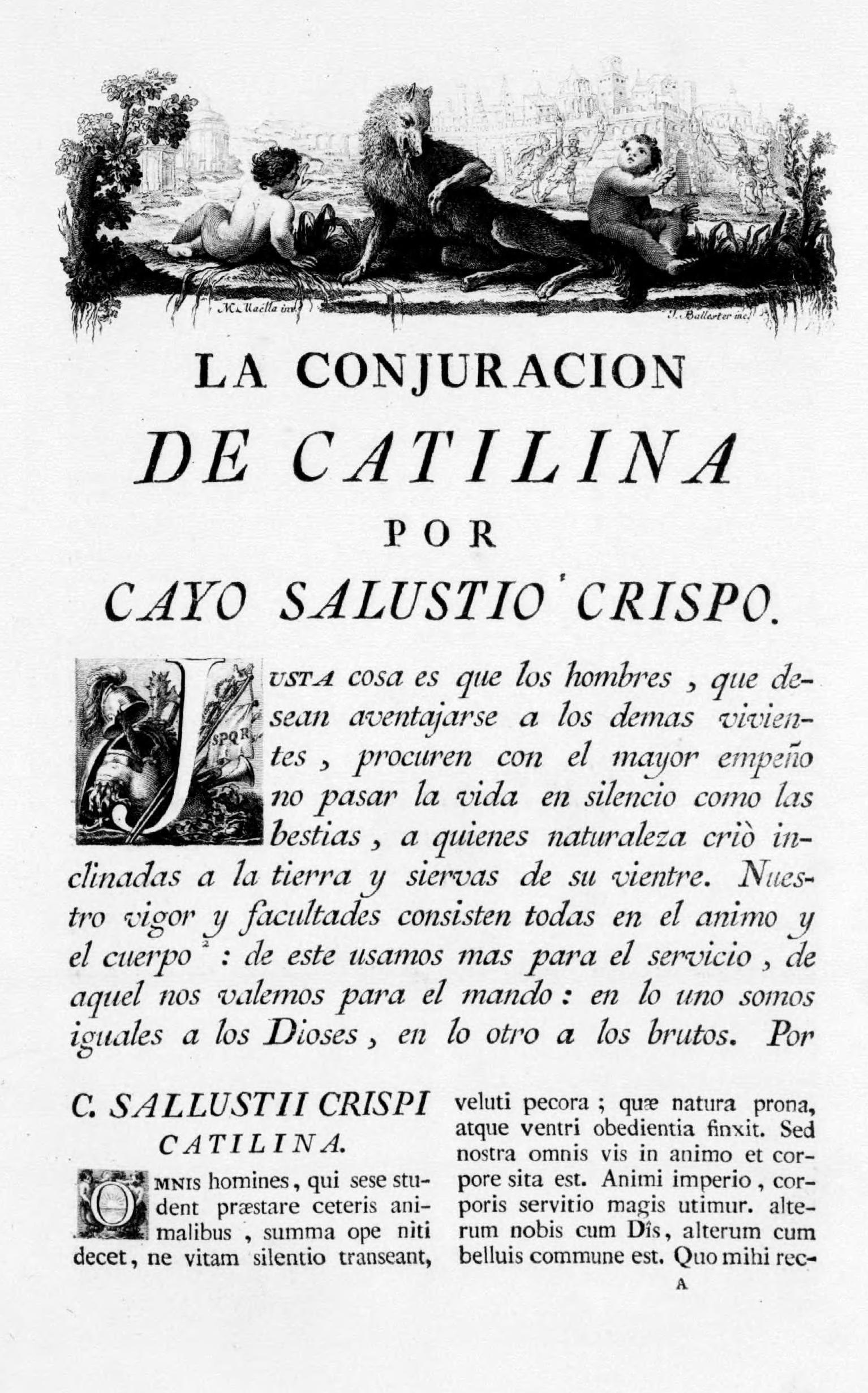
Primera página de la edición de La conjuración de Catilina de Salustio (Madrid, Ibarra, 1772). El texto en castellano y cursiva corresponde a las letras de Espinosa, mientras el texto en latín está compuesto con tipos de Caslon.

Nació en la ciudad de Murcia en 1732, siendo hijo de Francisco y de Teresa. Se formó en filosofía y teología en el colegio de San Fulgencio de su ciudad, y después pasó a Roma, donde estudió dibujo durante tres años. A su regreso a España fue discípulo del grabador y medallista Tomás Francisco Prieto (1716-1782), de quien aprendió el grabado de medallas y de punzones de letras. En el año 1760 ingresó como académico supernumerario de la Real Academia de Bellas Artes de San Fernando, y desde entonces dedicó sus trabajos a los caracteres de imprenta, hasta que en 1772 es nombrado supernumerario de la Casa de la Moneda de Sevilla. 
En 1774 es nombrado grabador principal de la Casa de la Moneda de Segovia, y tras comprobar que no existía ninguna imprenta en la ciudad, consigue abrir un establecimiento en 1777, del que salieron 500 ediciones. Cinco años más tarde solicitó el puesto de grabador principal de la Casa de la Moneda de Madrid, pero no se lo conceden. En la capital, compagina su taller de fundición de letras con una nueva imprenta que debió abrir hacia 1787, año de su primera edición. Esta nueva imprenta consigue en pocos años convertirse en una de las diez más importantes de la ciudad, hecho en el que debió influir su pertenencia a la Real Compañía de Impresores y Libreros.

## Topografía y grabado tipográfico
Espinosa es célebre por el plano de Madrid llamado Plano topográphico de la Villa y Corte de Madrid al Excmo. Sr. Conde de Aranda, Capitán General de los Exércitos y Presidente del Consejo (1769), para el que utilizó los levantamientos de la Visita General, y cuya única copia conservada pertenece a la Real Academia de la Historia.
También está valorada su obra en el grabado tipográfico. Sus letras aparecieron en la edición del Salustio, llamada así tradicionalmente la del impresor Joaquín Ibarra de La conjuración de Catilina (Madrid, 1772), parece que por capricho del que fue su traductor, el infante Don Gabriel. Si bien es un juego muy irregular y algunos de los grados merecen estima, las letras que se suelen tomar como referencia para hacer versiones -las del mencionado Salustio- fueron en su tiempo criticadas, por ejemplo por el ilustrado Nicolás de Azara.
Otorgó testamento en Segovia el 29 de octubre de 1812, falleciendo poco después, dejando heredero a su hijo José Espinosa Peralta, habido con su mujer María Peralta, que continuó con el negocio familiar.